# Wahlbezirk Österreich unter der Enns 45
Der Wahlbezirk Österreich unter der Enns 45 war ein Wahlkreis für die Wahlen zum Abgeordnetenhaus im österreichischen Kronland Österreich unter der Enns. Der Wahlbezirk wurde 1907 mit der Einführung der Reichsratswahlordnung geschaffen und bestand bis zum Zusammenbruch der Habsburgermonarchie.

## Geschichte
Nachdem der Reichsrat im Herbst 1906 das allgemeine, gleiche, geheime und direkte Männerwahlrecht beschlossen hatte, wurde mit 26. Jänner 1907 die große Wahlrechtsreform durch Sanktionierung von Kaiser Franz Joseph I. gültig. Mit der neuen Reichsratswahlordnung schuf man insgesamt 516 Wahlbezirke, wobei mit Ausnahme Galiziens in jedem Wahlbezirk ein Abgeordneter im Zuge der Reichsratswahl gewählt wurde. Der Abgeordnete musste sich dabei im ersten Wahlgang oder in einer Stichwahl mit absoluter Mehrheit durchsetzen. Der Wahlkreis Österreich unter der Enns 45 umfasste die Gerichtsbezirke Hainfeld, St. Pölten, Kirchberg an der Pielach, wobei die zum Wahlbezirk 41 gehörende Gemeinde St. Pölten aus dem gleichnamigen Gerichtsbezirk sowie die zum Wahlbezirk 43 gehörenden Gemeinden Hainfeld, St. Veit an der Gölsen und Rohrbach an der Gölsen (alle Gerichtsbezirk Hainfeld) vom Wahlbezirk ausgenommen waren.
Aus der Reichsratswahl 1907 ging Johann Wohlmeyer (Christlichsoziale Partei) mit 79 Prozent der Stimmen im ersten Wahlgang als Sieger hervor. Wohlmeyer konnte sein Mandat bei der Reichsratswahl 1911 mit 76,5 Prozent erfolgreich verteidigen.

## Wahlen

### Reichsratswahl 1907
Die Reichsratswahl 1907 wurde am 14. Mai 1907 (erster Wahlgang) durchgeführt. Die Stichwahl entfiel auf Grund der absoluten Mehrheit von Wohlmeyer im ersten Wahlgang.
| Kandidat                                                                     | Partei                             | Wahlkreis- stimmen | Stimmen- anteil |
| ---------------------------------------------------------------------------- | ---------------------------------- | ------------------ | --------------- |
| Johann Wohlmeyer                                                             | Christlichsoziale Partei           | 6308               | 79,0 %          |
| Karl Aster                                                                   | Sozialdemokratische Arbeiterpartei | 1431               | 17,9 %          |
| Sonstige                                                                     |                                    | 245                | 3,1 %           |
| Wahlberechtigte: 8698, Ungültige/Leere Stimmen: 301, Wahlbeteiligung: 95,3 % |                                    |                    |                 |

### Reichsratswahl 1911
Die Reichsratswahl 1911 wurde am 13. Juni 1911 (erster Wahlgang) durchgeführt. Die Stichwahl entfiel auf Grund der absoluten Mehrheit von Wohlmeyer im ersten Wahlgang.
| Kandidat                                                                     | Partei                             | Wahlkreis- stimmen | Stimmen- anteil |
| ---------------------------------------------------------------------------- | ---------------------------------- | ------------------ | --------------- |
| Johann Wohlmeyer                                                             | Christlichsoziale Partei           | 5965               | 76,5 %          |
| Karl Aster                                                                   | Sozialdemokratische Arbeiterpartei | 1330               | 17,1 %          |
|                                                                              | Deutsche Volkspartei               | 126                | 1,6 %           |
|                                                                              | Christlichsozialer Kandidat        | 37                 | 0,5 %           |
| Sonstige                                                                     |                                    | 338                | 4,3 %           |
| Wahlberechtigte: 8816, Ungültige/Leere Stimmen: 539, Wahlbeteiligung: 94,5 % |                                    |                    |                 |